# Équipe de Grenade de football
Cet article traite de l'équipe masculine. Pour l'équipe féminine, voir Équipe de Grenade féminine de football.
Maillots
L'équipe de Grenade de football est une sélection des meilleurs joueurs grenadiens sous l'égide de la Fédération de Grenade de football.

## Histoire

### Les débuts (1930-1980)
L'équipe de Grenade dispute ses premiers matchs internationaux dès les années 1930 face à la Barbade et Saint-Christophe-et-Niévès. Depuis les années 1940, elle affronte régulièrement ses voisins caribéens (Dominique, Saint-Vincent-et-les-Grenadines et Sainte-Lucie) dans le cadre du Windward Islands Tournament, tournoi des Îles du Vent, dont il détient le record de victoires.
Dans les années 1970, les Grenadiens participent aux qualifications pour le CFU Championship, ancêtre de l'actuelle Coupe caribéenne des nations, mais ne peuvent accéder à la phase finale.

### De 1980 à 2010
En mars et avril 1980, Grenade participe pour la première fois aux éliminatoires de la Coupe du monde. Entraînés par le Surinamien August Wooter, les Spice Boys affrontent le Guyana en deux manches, lors des qualifications de la Coupe du monde 1982, mais s'inclinent tant à l'aller (5-2) qu'au retour (2-3),.
Sa première bonne performance internationale intervient à la fin de cette décennie, à l'occasion de la Coupe caribéenne des nations 1989, où l'équipe atteint la finale contre Trinité-et-Tobago (défaite 1-2). Elle se hisse dans le dernier carré de la compétition en 1997 mais est éliminée en phase de groupes deux ans plus tard. Absente de la phase finale du tournoi caribéen pendant près de dix ans, elle ne la retrouve qu'en 2008.
À partir de la fin des années 1990, les Grenadiens participent régulièrement aux éliminatoires de la Coupe du monde. Même s'ils échouent dès les premiers tours de qualification, ils parviennent à tenir en échec (2-2) le Costa Rica, le 14 juin 2008, lors du 2e tour des éliminatoires du Mondial 2010.

### Participation aux Gold Cup 2009 et 2011
Presque vingt ans après leur première finale internationale, les Grenadiens disputent à nouveau la finale de la Digicel Caribbean Cup, en 2008, perdue cette fois-ci contre la Jamaïque par deux buts à zéro. Ils se qualifient cependant pour la Gold Cup 2009, soit leur première apparition dans cette compétition continentale. Ils récidivent deux ans plus tard à la faveur d'une 4e place obtenue lors de la Coupe caribéenne des nations 2010 ce qui leur permet de participer à leur deuxième Gold Cup en 2011.
Les résultats dans l'ensemble des deux tournois continentaux sont néanmoins catastrophiques puisque les Spice Boys comptent autant de défaites que de matches joués et encaissent 25 buts contre un seul but marqué.

### Années 2010
L'équipe de Grenade semble rentrer dans le rang dans cette décennie puisque depuis sa participation en Gold Cup en 2011, elle n'a plus réussi à retrouver la phase finale de la Coupe caribéenne des nations. Concernant les éliminatoires de la Coupe du monde, elle se retrouve éliminée dès les 2e et 3e tours préliminaires en 2014 et 2018, respectivement.
À l'occasion de la 1re journée des éliminatoires de la Gold Cup 2019, le 10 septembre 2018, les Spice Boys ne pouvaient plus mal commencer en concédant une défaite infamante 10-0 face à Curaçao. Il s'agit de la pire défaite de leur histoire.

## Résultats

### Parcours en Coupe du monde
| Année | Position     |      | Année         | Position |               | Année | Position |
| 1930  | Non inscrite | 1974 | Non inscrite  | 2010     | Non qualifiée |       |          |
| 1934  | Non inscrite | 1978 | Non inscrite  | 2014     | Non qualifiée |       |          |
| 1938  | Non inscrite | 1982 | Non qualifiée | 2018     | Non qualifiée |       |          |
| 1950  | Non inscrite | 1986 | Forfait       | 2022     | Non qualifiée |       |          |
| 1954  | Non inscrite | 1990 | Non inscrite  | 2026     | Non qualifiée |       |          |
| 1958  | Non inscrite | 1994 | Non inscrite  | 2030     | À venir       |       |          |
| 1962  | Non inscrite | 1998 | Non qualifiée | 2034     | À venir       |       |          |
| 1966  | Non inscrite | 2002 | Non qualifiée |          |               |       |          |
| 1970  | Non inscrite | 2006 | Non qualifiée |          |               |       |          |

### Parcours en Gold Cup
| Année | Position      |      | Année         | Position |               | Année | Position\| rowspan="10" width="1%" \| | Année | Position |
| 1963  | Non inscrite  | 1989 | Non inscrite  | 2007     | Non qualifiée | 2025  | Non qualifiée                         |       |          |
| 1965  | Non inscrite  | 1991 | Non inscrite  | 2009     | 1er tour      |       |                                       |       |          |
| 1967  | Non inscrite  | 1993 | Non qualifiée | 2011     | 1er tour      |       |                                       |       |          |
| 1969  | Non inscrite  | 1996 | Non qualifiée | 2013     | Non qualifiée |       |                                       |       |          |
| 1971  | Non inscrite  | 1998 | Non qualifiée | 2015     | Non qualifiée |       |                                       |       |          |
| 1973  | Non inscrite  | 2000 | Non qualifiée | 2017     | Non qualifiée |       |                                       |       |          |
| 1977  | Non inscrite  | 2002 | Non qualifiée | 2019     | Non qualifiée |       |                                       |       |          |
| 1981  | Non qualifiée | 2003 | Non qualifiée | 2021     | 1er tour      |       |                                       |       |          |
| 1985  | Forfait       | 2005 | Non qualifiée | 2023     | Non qualifiée |       |                                       |       |          |

### Parcours en Ligue des nations
| Édition   | Ligue | Phase de groupes | Phase de groupes | Phase de groupes | Phase de groupes | Phase de groupes | Phase de groupes | Phase de groupes | Phase finale | Phase finale | Phase finale | Phase finale | Phase finale | Phase finale | Phase finale | Phase finale |
| Édition   | Ligue | Class.           | M                | V                | N                | D                | BM               | BE               | Pays hôte    | Résultat     | M            | V            | N            | D            | BM           | BE           |
| --------- | ----- | ---------------- | ---------------- | ---------------- | ---------------- | ---------------- | ---------------- | ---------------- | ------------ | ------------ | ------------ | ------------ | ------------ | ------------ | ------------ | ------------ |
| 2019-2020 | B     | 1/4              | 6                | 4                | 2                | 0                | 8                | 4                | 2020         | Inéligible   | Inéligible   | Inéligible   | Inéligible   | Inéligible   | Inéligible   | Inéligible   |
| 2022-2023 | A     | 3/3              | 4                | 0                | 1                | 3                | 4                | 17               | 2023         | Non qualifié | Non qualifié | Non qualifié | Non qualifié | Non qualifié | Non qualifié | Non qualifié |
| 2023-2024 | A     | 6/6              | 4                | 0                | 1                | 3                | 2                | 13               | 2024         | Non qualifié | Non qualifié | Non qualifié | Non qualifié | Non qualifié | Non qualifié | Non qualifié |
| 2024-2025 | B     | 3/4              | 6                | 2                | 1                | 3                | 7                | 6                | 2025         | Inéligible   | Inéligible   | Inéligible   | Inéligible   | Inéligible   | Inéligible   | Inéligible   |
| 2026-2027 | B     | /4               | 0                | 0                | 0                | 0                | 0                | 0                | 2027         | Inéligible   | Inéligible   | Inéligible   | Inéligible   | Inéligible   | Inéligible   | Inéligible   |
| Total     | Total | Total            | 20               | 6                | 5                | 9                | 21               | 40               | Total        | Total        | 0            | 0            | 0            | 0            | 0            | 0            |

### Parcours en Coupe caribéenne
- 1978 : 1er tour préliminaire
- 1979 : Tour préliminaire
- 1981 : Non inscrit
- 1983 : Non inscrit
- 1985 : 1er tour préliminaire
- 1988 : Non inscrit
- 1989 : Finaliste
- 1990 : Phase de groupe
- 1991 : Non inscrit
- 1992 : Tour préliminaire
- 1993 : Tour préliminaire
- 1994 : Tour préliminaire
- 1995 : 1er tour préliminaire
- 1996 : Tour préliminaire
- 1997 : 4e place
- 1998 : Tour préliminaire
- 1999 : Phase de groupe
- 2001 : Tour préliminaire
- 2005 : 2e tour préliminaire
- 2007 : 1er tour préliminaire
- 2008 : Finaliste
- 2010 : 4e place
- 2012 : 2e tour préliminaire
- 2014 : 1er tour préliminaire
- 2017 : 2e tour préliminaire

### Palmarès

#### Compétitions officielles
- Coupe caribéenne des nations :
  - Finaliste en 1989 et 2008.

#### Trophées divers
- Windward Islands Tournament (11) :
  - Vainqueur en 1960, 1961, 1962, 1967, 1968, 1969, 1970, 1974, 2001, 2013 et 2017.

### Statistiques

#### Classement FIFA
| Année              | 1993 | 1994 | 1995 | 1996 | 1997 | 1998 | 1999 | 2000 | 2001 | 2002 | 2003 | 2004 | 2005 | 2006 | 2007 | 2008 | 2009 | 2010 | 2011 | 2012 | 2013 | 2014 | 2015 | 2016 | 2017 | 2018 |
| ------------------ | ---- | ---- | ---- | ---- | ---- | ---- | ---- | ---- | ---- | ---- | ---- | ---- | ---- | ---- | ---- | ---- | ---- | ---- | ---- | ---- | ---- | ---- | ---- | ---- | ---- | ---- |
| Classement mondial | 143  | 142  | 141  | 127  | 111  | 117  | 121  | 143  | 133  | 131  | 154  | 144  | 151  | 163  | 176  | 118  | 138  | 94   | 134  | 138  | 136  | 155  | 163  | 158  | 161  | 173  |

## Personnalités historiques de l'équipe de Grenade

### Joueurs

#### Équipe actuelle
Groupe des 23 joueurs sélectionnés par Shalrie Joseph pour disputer les matchs de qualification a la coupe du monde 2026 contre le Costa Rica et Trinité et Tobago 
Mise a jour le 28 juin 2024
| Effectif actuel |     |                    |                   |            |      |                              |
| N°              | Pos | Nom                | Date de naissance | Sélections | Buts | Club                         |
| --------------- | --- | ------------------ | ----------------- | ---------- | ---- | ---------------------------- |
| 1               | GB  | Jason Belfon       | 3 juillet 1990    | 37         | 0    | CA Independiente             |
| 12              | GB  | Trishawn Thomas    | 25 janvier 2003   | 1          | 0    | Queens Park Rangers          |
| 22              | GB  | Chad Phillip       | 9 aout 2000       | 0          | 0    | FC Camerhogne                |
|                 |     |                    |                   |            |      |                              |
| 3               | DF  | Kayden Harrack     | 5 novembre 2003   | 13         | 0    | Morecambe                    |
| 4               | DF  | Dorrel Pierre      | 5 mai 1999        | 3          | 0    | Paradise FC                  |
| 5               | DF  | Benjamin Ettienne  | 13 mars 2003      | 15         | 0    | Morvant Caledonia United     |
| 6               | DF  | Omar Beckles       | 25 octobre 1991   | 9          | 0    | Leyton Orient                |
| 8               | DF  | Shavon John-Brown  | 13 avril 1995     | 28         | 0    | Central Valley Fuego FC (en) |
| 15              | DF  | Trevon Williams    | 11 décembre 1994  | 7          | 1    | Queens Park Rangers          |
|                 |     |                    |                   |            |      |                              |
| 2               | ML  | Keishon Clarke     | 27 juillet 2004   | 2          | 0    | Paradise FC                  |
| 6               | ML  | Brady Charles      | 5 novembre 2001   | 1          | 0    | UMFK Bengals                 |
| 11              | ML  | Jermaine Francis   | 15 mars 2002      | 6          | 0    | Chelmsford City              |
| 13              | ML  | Steffon Abraham    | 29 décembre 1999  | 10         | 0    | Paradise FC                  |
| 14              | ML  | Jamie Kabuusu      | 19 avril 2006     | 0          | 0    | New England                  |
| 19              | ML  | Kwazim Theodore    | 12 janvier 1996   | 30         | 0    | All Saints United            |
| 21              | ML  | Josh Gabriel       | 30 novembre 1999  | 11         | 0    | Wilhelmshaven                |
|                 |     |                    |                   |            |      |                              |
| 7               | AT  | Lucas-Jordan Akins | 25 février 1989   | 2          | 0    | Mansfield Town               |
| 9               | AT  | Romar Frank        | 28 septembre 1996 | 16         | 1    | FC Camerhogne                |
| 10              | AT  | Saydrel Lewis      | 27 novembre 1997  | 27         | 5    | AC Port of Spain             |
| 20              | AT  | Darius Johnson     | 15 mars 2000      | 6          | 0    | Volendam                     |
| 23              | AT  | Jamal Charles      | 24 novembre 1995  | 30         | 13   | AC Port of Spain             |
|                 |     | Vijay Valcin       | 20 juillet 2005   | 0          | 0    | Saint John's SC              |
|                 |     | Myles Hippolyte    | 9 novembre 1994   | 4          | 3    | Stockport County             |

#### Principaux joueurs
| - Bradley Bubb - Ricky Charles - Delroy Facey - Leon Johnson - Shalrie Joseph - Cassim Langaigne | - Anthony B. Modeste - Clive Murray - Shane Rennie - Jason Roberts - Craig Rocastle - Anthony Straker |

### Sélectionneurs

#### Encadrement technique actuel
Depuis 2019.
- Sélectionneur sélection A : Michael Findlay

#### Liste de sélectionneurs
| Nom                   | Dates     |
| --------------------- | --------- |
| Rudi Gutendorf        | 1976      |
| August Wooter         | 1980      |
| Carlos Cavagnaro      | 1986–1987 |
| James Clarkson        | 1994      |
| Ashley Folkes         | 1996      |
| Alister Debellotte    | 1996      |
| Carlos Alberto da Luz | 2000      |
| Franklyn Simpson      | 2002      |
| Alister Debellotte    | 2004      |
| Norris Wilson         | 2008      |
| Andrew Munro          | 2008      |
| Anthony B. Modeste    | 2008      |
| Augustine Jones       | 2009      |
| Tommy Taylor          | 2009      |
| Franklyn Simpson      | 2010      |
| Mike Adams            | 2011      |
| Franklyn Simpson      | 2011      |

| Nom                     | Dates     |
| ----------------------- | --------- |
| Anthony B. Modeste      | 2012      |
| Alister Debellotte      | 2012      |
| Clark John              | 2013-2014 |
| Anthony B. Modeste      | 2014-2015 |
| Lester Smith            | 2015      |
| Anthony B. Modeste      | 2015      |
| Andrew Munro (intérim)  | 2015      |
| Andrew Munro            | 2016      |
| Ashley Folkes           | 2017      |
| Anthony B. Modeste      | 2017-     |
| Ashley Folkes (intérim) | 2017      |
| Shalrie Joseph          | 2018      |
| Anthony B. Modeste      | 2019      |
| Shalrie Joseph          | 2019-2021 |
| Michael Findlay         | 2021-2023 |
| Terry Connor            | 2023-2024 |